# Hiidensaari (ö i Norra Savolax, Inre Savolax)
Hiidensaari är en ö i Finland. Den ligger i sjön Niinivesi och i kommunen Vesanto i den ekonomiska regionen  Inre Savolax ekonomiska region  och landskapet Norra Savolax, i den centrala delen av landet, 300 km norr om huvudstaden Helsingfors. Öns största längd är 0,6 kilometer i öst-västlig riktning.